# Mike Kelley
Pour les articles homonymes, voir Kelley.
Mike Kelley, né le 27 octobre 1954 à Détroit, retrouvé mort le 31 janvier 2012, à South Pasadena est l'un des plus importants artistes plasticiens américains de la côte Ouest des États-Unis depuis 1980.

## Biographie
Mike Kelley est né à Wayne (Michigan), une banlieue de Détroit, en 1954. Son père était agent de maintenance dans une école publique et sa mère cuisinière au restaurant du personnel de Ford Motor Co.
Il grandit avec la scène musicale de cette ville qui a vu naître des groupes comme Iggy and The Stooges. Il fait partie de Destroy All Monsters (en).
Il travaille avec des animaux empaillés, des bannières et des tapis, mais aussi des dessins et divers objets. Il utilise les techniques de l'assemblage, du collage et de la vidéo. Les critiques disent de son œuvre qu'elle suit le concept d'Abjection (en) (terme anglais).
Le travail de Kelley est inspiré par diverses sources, telles que l'histoire, la philosophie, la politique, la musique underground, les arts décoratifs et l'expression artistique du milieu ouvrier. Son art montre souvent des problèmes de classe et de sexe comme des problèmes de norme, de criminalité et de perversion.
En novembre/décembre 2005, son exposition la plus ambitieuse, intitulée Day is Done remplit la Gagosian Gallery avec des installations multimédias, comprenant des meubles automatisés et des films de cérémonies oniriques, inspirés par les livres d'or des lycées, les matches de sport et les productions théâtrales.
En décembre 2005, le critique d'art Jerry Saltz (de l'hebdomadaire Village Voice) cita Day is Done comme un exemple novateur de clusterfuck aesthetics (« esthétique du foutoir »), la tendance de l'art contemporain par rapport à l'ère du multimédia envahissant.
En 1978, il déménage à Los Angeles où il suit les cours du California Institute of the Arts et commence à travailler sur une série de projets dont font partie The Sublime (Le Sublime), Monkey Island (L'île aux singes), Plato's cave (La caverne de Platon) et Lincoln's Profile (Le profil de Lincoln). Dans ces projets, il utilise divers moyens comme le dessin, la peinture, la sculpture, l'écriture et la performance. 
Kelley commence à recevoir la reconnaissance des milieux artistiques en dehors de Los Angeles dans les années 1980 grâce aux objets sculpturaux et aux installations de la série Half-a-Man et il expose depuis dans les galeries et les musées d'autres pays. Il a aussi participé à des manifestations artistiques telles que documenta 9.
Mike Kelley a travaillé avec des artistes d'avant garde tels que Sonic Youth; sa collaboration la plus connue étant la pochette et le livret de l'album Dirty sorti en 1992.
En 1993, une rétrospective sur son œuvre est présentée à New York au Whitney Museum.
Il expose à la Metro Pictures de New York depuis 1982.
Kelley a aussi fait partie du groupe Poetics avec ses amis du California Institute of the Arts, John Miller et Tony Oursler.
Il est membre du département des beaux arts au Art Center College of Design à Pasadena.
Il expose au Stedelijk Museum d'Amsterdam en compagnie de Robert Crumb, Jim Nutt, H.C. Westermann et Peter Saul en 2003.
Le 31 janvier 2012, Mike Kelley est retrouvé mort chez lui, à Los Angeles. Son décès, causé par une intoxication au monoxyde de carbone, laisse penser à un suicide. Il avait 57 ans.

## Une sélection de ses œuvres
- Half-a-Man, 1987-91, Série d'objets, dessins et installations. (pour plus de précision cette série est constitué majoritairement d'animaux en peluche usés).
  Par exemple l'oeuvre "Ahhhh...Youth", 1991,(Huit photographies Cibachrome, 60 x 41 cm). Il s'agit de 7 photos de peluches usées et abimées, la dernière photo est celle de l'artiste lui même. L'oeuvre est prise à la manière d'un photobook scolaire. On retrouve une caricature de l'artiste qui compare son apparence d'adolescent marqué et amorphe , à celle des peluches. Cependant elles gardent ce côté innocent sur l'enfance qui rajoute au malaise qu'on peut retrouver parmi les œuvres de Mike Kelley.
- Pay for Your Pleasure, 1988, Installation
- Heidi, 1992, Vidéo (en collaboration avec Paul McCarthy)
 cette œuvre (Vidéo, couleur, son, 62 min 40 s). Mike kelley et Paul McCarthy ( performeur, vidéaste) parodient le fameux comte venant du roman de Johanna Spyri 1880. Les deux artistes y interprètent , avec des marionnettes en caoutchouc; le grand père et la jeune heidi ,mais de manière totalement grotesque et changeant le contexte utopique et beau qui représente un épanouissement mental et physique sain; en transformant le tout en quelque chose de sordide et fou.
- Mike Kelley's Proposal for the Decoration of an Island of Conference Rooms (with Copy Room) for an Advertising Agency Designed by Frank Gehry, 1992.

## Cote
- Novembre 2006, Une monumentale installation venant de la galerie Jablonka de Cologne, a été vendue pour 2,7 M$ chez Phillips à New-York.

## Source
- (en) Cet article est partiellement ou en totalité issu de l’article de Wikipédia en anglais intitulé « Mike Kelley » (voir la liste des auteurs).